# Masarine
Masarine (in croato hrid Masarine) è un isolotto disabitato della Croazia situato a ovest dell'isola di Premuda.
Amministrativamente appartiene alla città di Zara, nella regione zaratina.

## Geografia
Masarine si sviluppa parallelamente alla costa centro-occidentale di Premuda, da cui dista 275 m e chiude, nella parte centrale, il breve tratto di mare chiamato porto San Ciriaco (luka Krijal). Nel punto più ravvicinato, invece, dista dalla terraferma (punta Jurisnizza (rt Jurišnica), sulla costa dalmata) 41,2 km.
Masarine è un isolotto di forma stretta e allungata, orientato in direzione nordovest-sudest che misura 835 m di lunghezza e 105 m di larghezza massima. Ha una superficie di 0,0475 km² e uno sviluppo costiero di 1,708 km. Al centro, raggiunge un'elevazione massima di 7 m s.l.m..

### Isole adiacenti
- Creal (hrid Hripa), isolotto allungato, situato 60 m circa a nordovest di Masarine.
- Plicca (Plitka Sika), scoglio situato 70 m a sudest di Masarine.
- Brasici (Bračići), coppia di scogli, il maggiore dei quali situato 320 m circa a sudest di Plicca.

### Cartografia
- (HR) Mappa topografica della Croazia 1:25000, su preglednik.arkod.hr.